# Romeo & Juliet: Sealed with a Kiss

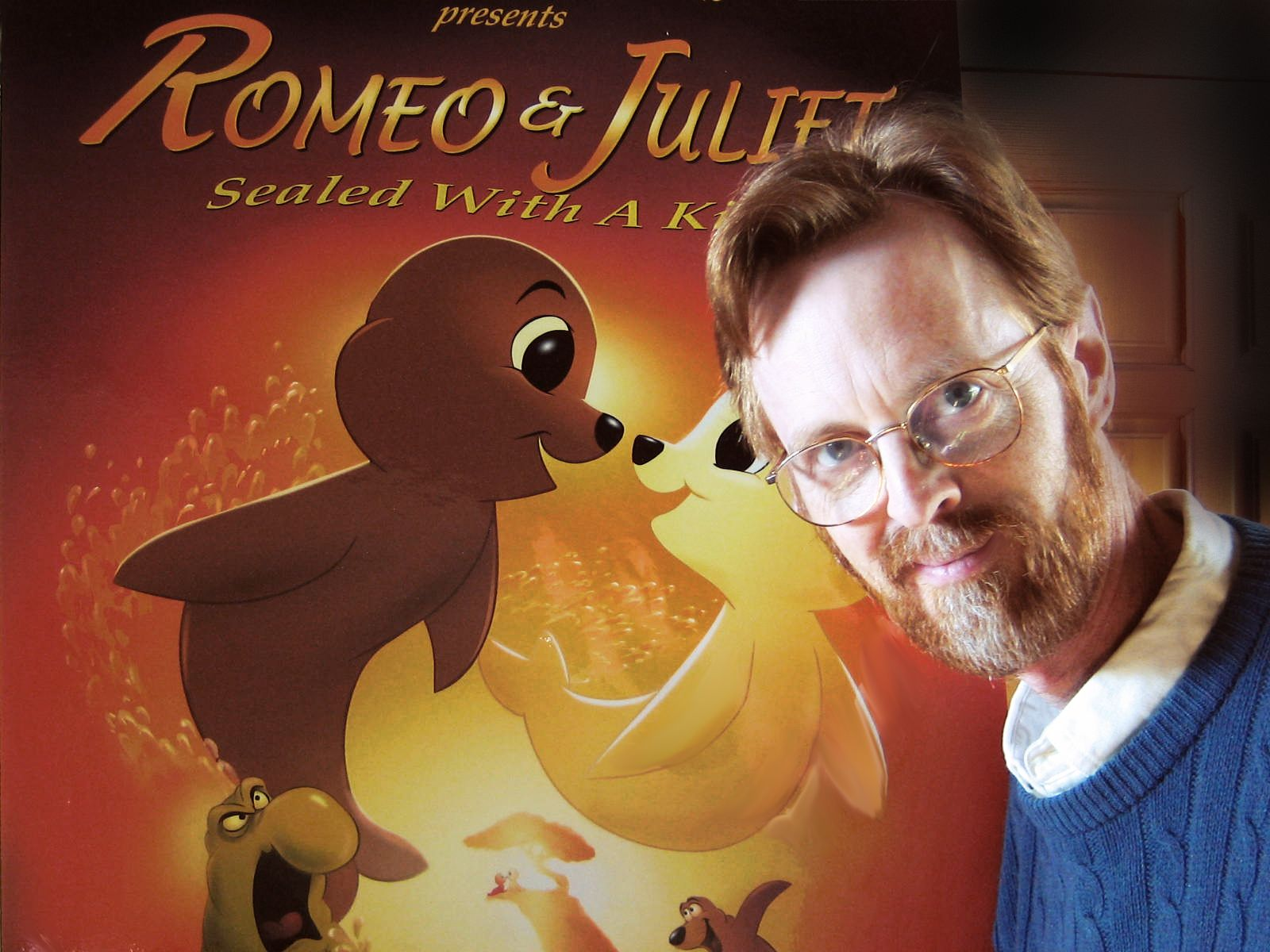
Phil Nibbelink mit Poster

Romeo & Juliet: Sealed with a Kiss ist ein US-amerikanischer animierter romantischer Fantasy-Comedy-Drama-Film aus dem Jahr 2006, der lose auf dem Stück Romeo und Julia von William Shakespeare basiert. Der Film handelt von zwei Seelöwen, Romeo und Julia (gesprochen von Daniel und Patricia Trippet), die sich gegen den Willen ihrer kriegerischen Familien ineinander verlieben. Der Film wurde Mitte 2006 in Spanien und am 27. Oktober in den USA veröffentlicht.
Der Film wurde von dem ehemaligen Disney-Animator Phil Nibbelink inszeniert, geschrieben und vollständig animiert. Die Produktion, die ein geschätztes Budget von 2 Millionen US-Dollar umfasste, dauerte 4 ½ Jahre und erforderte 112.000 Einzelbilder, die Nibbelink alle auf einem Wacom-Tablet direkt in Flash 4 in Kombination mit Moho-Software zeichnete.

## Inhalt
Die streitenden Capulets und Montagues, die als Stellersche Seelöwen bzw. Kalifornische Seelöwen dargestellt werden, werden von Capulets einziger Tochter Julia mit Entsetzen und Erstaunen beobachtet. Ein Kampf am Ufer wird beendet, als der Prinz, ein Seeelefant, auftaucht und die beiden Gruppen warnt, dass im Fall weiterer Unruhen der Seehund als Verursacher auf die Haifischinsel verbannt werde, wo sein Handlanger Sharky lebt. Romeo, Montagues einziger Sohn, ist deprimiert und möchte sich in jemanden verlieben. Sein humorvoller und rebellischer Freund Mercutio drängt ihn und einen anderen seiner Freunde, Benvolio, später am Abend zu einer Capulet-Party zu gehen. Sie nehmen an der Party teil, verkleidet mit weißem Sand, damit sie wie Capulets aussehen. Romeo verliebt sich auf den ersten Blick in Julia. Julia wurde jedoch von ihrem Vater dem Prinzen versprochen, der auf der Party anwesend ist. Romeo und seine Freunde schaffen es, Chaos anzurichten. Später am Abend wird die Balkonszene des Stücks auf einer Klippe am Strand nachgestellt, an der ein Baum wächst. Romeo verspricht Julia, dass sie am nächsten Morgen heiraten werden und sie den Prinzen nicht heiraten muss.
Romeo bittet den Mönch Bruder Lawrence, einen Seeotter, sie zu trauen. Nach einigem Nachdenken glaubt der Mönch, dass ihre Ehe die Fehde zwischen ihren Familien beenden wird, und stimmt zu. Romeo und Julia heiraten an diesem Morgen und überqueren das Meer in ihrem Glück. Die anderen Meeres- und Landtiere, die sie auf ihrer Hochzeitsreise treffen, sind besorgt, dass die Ehe keine gute Entscheidung war. Ein Goldfisch namens Kissy findet sie zwar ein schönes Paar, warnt sie aber davor, dass sie in große Schwierigkeiten geraten, wenn der Prinz davon erfährt. Zurück am Strand erzählt Mercutio viele Witze, darunter auch beleidigende Witze gegen die Capulets. Der Prinz hört diese und eilt zu ihm. Als er ankommt, verspottet Mercutio auch ihn. Romeo eilt seinem Freund zu Hilfe, aber nach einem Kampf fällt Mercutio von der Klippe, an der Julia Romeo am Abend zuvor getroffen hat. Alle denken, dass er zu Tode gestürzt sei. Der Prinz, eifersüchtig auf Julias Zuneigung zu Romeo, verbannt Romeo auf die Haifischinsel. In ihrer Verzweiflung bittet Julia den Mönch um Hilfe, der ihr einen Trank gibt, der sie in einen todesähnlichen Zustand versetzt. Mercutio hat den Sturz überlebt und zitiert Shakespeare mit dem Zitat „What a tangled web we weave.“ (deutsche Textfassung bei Shakespeare: „Oh, welch verworren Netz wir weben.“).
Lawrence führt den Capulets die vorgeblich tote Julia vor, als sie gerade die Hochzeit feierten. Benvolio ist ebenfalls anwesend und schwimmt zur Haifischinsel, um Romeo davon zu erzählen. Der Mönch verfolgt ihn, um ihn aufzuhalten, wird aber von Sharky angegriffen. Nachdem Romeo die schrecklichen Nachrichten von Benvolio erhalten hat, verlässt er sein Exil, um nachzusehen, ob Julia wirklich tot ist. Bruder Lawrence kommt zu spät und versucht, Romeo zu folgen, doch sein Schwanz wird von Sharky verstümmelt. Nach einer Verfolgungsjagd unter Wasser und etwas Hilfe von Kissy, dem Fisch, den Romeo und Julia zuvor kennengelernt haben, entkommt Lawrence und geht zum Strand. Romeo geht mit gebrochenem Herzen an den trauernden Capulets vorbei und versucht, Julia zu küssen, wobei ihm etwas von dem Trank in den Mund gerät, was ihn ebenfalls in einen todesähnlichen Zustand versetzt. Zwei Robbengruppen beginnen über ihren Verlust zu trauern. Lawrence erteilt ihnen eine Lektion darüber, wohin der Hass sie geführt hat. Plötzlich erwachen Romeo und Julia. Mercutio kehrt zurück und auch der Prinz findet eine neue Gefährtin: ein großes Seeelefantenweibchen. Der Film endet damit, dass die beiden Familien in Frieden leben und Romeo und Julia zusammenbleiben.

## Produktion
Nibbelink, ein ehemaliger Disney-Animator, und seine Frau Margit Friesacher gründeten 1998 das unabhängige Unternehmen Phil Nibbelink Productions. Er sagte, er habe das „Hamsterrad der Filmindustrie“ satt und wolle lieber selbst Filme machen. Bereits vor Romeo & Juliet hatte er unabhängig zwei abendfüllende Animationsfilme produziert: Puss in Boots (1999) und Leif Ericson – Der Junge, der Amerika entdeckte (2000). Nibbelink beschloss 2000, Romeo & Juliet zu drehen, als er Leif Ericson fertigstellte, und begann Anfang 2003 mit der Arbeit an dem Film. Nibbelink wollte eine familienfreundliche Version von Shakespeares Originalgeschichte, da es zu dieser Zeit nur wenige geeignete Familienfilme gab.
Die Animation des Films dauerte 4½ Jahre und erforderte 112.000 Einzelbilder, die jeweils in weniger als 2 Minuten fertiggestellt und auf einem Wacom-Tablett in Kombination mit Moho-Software direkt in Flash 4 gezeichnet wurden. Alle Frames zusammen wurden nach Nibbelinks Schätzung in einem Monat erstellt. Die Moho-Software wurde für die „über die Schulter“ oder die „zuhörenden“ Charaktere oder die Charaktere in den Massenszenen verwendet. Die Postproduktion des Films dauerte ein halbes Jahr. Nibbelink verwendete Flash 4, weil bei dem Versuch, da es bei der Migration zu Flash 5 zu Problemen mit der Vorwärtskompatibilität kam. Sogar das Ausschneiden und Einfügen mit gleichzeitig gestartetem Flash 4 und Flash 5 führte zu RAM-Problemen und stürzte ab.
Die meisten Schauspieler des Films waren Freunde und Kinder von Nibbelink, deren Stimmen er in einem Studio in seinem Keller aufnahm. Die spanische Synchronisation des Films wurde ursprünglich in Madrid gedreht. Nibbelink sagte, der Voice-Over seiner Tochter sei komplett ohne Drehbuch: „Ich nahm diese dummen Improvisationen, die meine kleine Tochter machte. Ich meine, sie sagte Zeilen wie: ‚Babys – p-ew! Ich hasse stinkende Babys!‘ Ich sagte: ‚Das ist urkomisch!‘ Also habe ich es benutzt.“
Es gab keinen offiziellen Komponisten für den Film. Stattdessen kaufte Nibblelink lizenzfreie Musik und schrieb eigene Texte. Daneben nutze er drei Songs: Twinkle, Twinkle, Little Star (gesungen von Chanelle Nibbelink und umarrangiert von Elva Nibbelink), Bite My Tail (gesungen von Michael Toland und arrangiert von Nibbelink) und Singing Starfish (gesungen von Jennifer, Russell und Gigi Nibbelink).

## Veröffentlichung
Nibbelink versuchte, den Film an 800 Personen zu verkaufen. Schließlich wurde der Film von den Verleihern MarVista Entertainment für die Veröffentlichung im Ausland und von Indican Pictures für eine inländische Veröffentlichung aufgekauft. Ein Preview des Films wurde am 17. November 2004 bei Sony Pictures Entertainment als Industry Screening in Los Angeles, Kalifornien, gezeigt. Seine eigentliche Premiere hatte er beim Asia Television Forum 2005 in Singapur. Es wurde am 23. Juni 2006 unter dem Titel Fofita, una foquita la mar de Salada in 32 Kinos in Madrid und Sevilla veröffentlicht.
In den Vereinigten Staaten erhielt der Film ein G-Rating. Während seiner 34-wöchigen (238-tägigen) Kinolaufzeit erzielte er ein Box Office von 463.002 US-Dollar. Am Eröffnungswochenende spielte der Film, der in Los Angeles, Kalifornien, debütierte, 80.938 US-Dollar ein. Es handelte sich dementsprechend um eine Box Office Bomb.
Der Film wurde am 12. Juni 2007 auf DVD veröffentlicht. Ben Simon von Animatedviews.com vergab in seiner Rezension der DVD insgesamt 7 von 10 Punkten und lobte den umfangreichen Bonusinhalt für einen Low-Budget-Film, kritisierte jedoch den mangelhaften Ton des Films.
Der Film war zum Streamen auf Netflix verfügbar, wurde jedoch 2016 entfernt. Er war auch auf iTunes und Amazon Prime erhältlich, wurde jedoch 2018 von den Websites entfernt. Derzeit hält Lionsgate die Streaming-Rechte des Films über ihren Kauf von Starz im Jahr 2016.

## Rezeption
Nicht nur nach den Einspielergebnissen handelte es sich bei Romeo & Juliet: Sealed with a Kiss um einen Flop. Der Film wurde auch von den Kritikern negativ aufgenommen. Auf Rotten Tomatoes erhielt er einen Tomatometer von 20 % bei fünf Reviews und einen Zuschauerzuspruch von 55 %. Sam Adams von der Los Angeles Times nannte den Film eine „echte Tragödie, wenn auch nicht im Sinne von Shakespeare“. Eine Auflistung dessen, was bei dem Film schiefgelaufen sei, würde länger sein als die ungekürzten Werke von Shakespeare. Luke Y. Thompson von LA Weekly hob zwar hervor, das Nibbelink den Film alleine animiert hat. Der Film sei aber eher was für Kiffer, die den Film wie Cartoon Network spät in der Nacht gucken würden. Ohne bewusstseinsverändernde Stoffe wäre der Film nicht zu ertragen. Auf Common Sense Media wurde der Film als „dilettantischer Versuch mit einem knirschenden Bösewicht, müden Witzen und unterdurchschnittlicher Musik“ bezeichnet.

## Synchronisation
| Rolle                    | Englischer Sprecher |
| ------------------------ | ------------------- |
| Romeo                    | Daniel Trippett     |
| Juliet                   | Patricia Trippett   |
| Bruder Lawrence, Capulet | Michael Toland      |
| Mercutio                 | Chip Albers         |
| Benvolio                 | Sam Gold            |
| Kissy                    | Chanelle Nibbelink  |
| Montague                 | Stephen Goldberg    |
| Der Prinz                | Phil Nibbelink      |